# Luminița Anghel
Luminița Anghel (Boekarest, 7 oktober 1968) is een Roemeense zangeres.

## Biografie
In 1993 won ze het Roemeense Mamaia-festival, in 1995 en 1996 werd ze daar 3de.
Ze vertegenwoordigde Roemenië op het Eurovisiesongfestival 2005, samen met de band Sistem. Het lied Let me try werd tot de favorieten gerekend. Ze won de halve finale, maar in de finale moest ze het afleggen tegen Helena Paparizou uit Griekenland en Chiara uit Malta en werd dus derde. Dit is tot dusver het beste Roemeense resultaat ooit samen met Paula Seling en Ovi die in 2010 ook derde werden. Ook deed Anghel mee aan de Selecţia Naţională 2013, waar ze het in de voorselectie voor het Eurovisiesongfestival 2013 met twee punten verschil moest afleggen in de finale voor Cezar Florin Ouatu.